# Vespula flavopilosa
Vespula flavopilosa är en getingart som beskrevs av Jakobson 1978. Vespula flavopilosa ingår i släktet jordgetingar, och familjen getingar. Inga underarter finns listade i Catalogue of Life.